# Biserica Nașterea Sfintei Fecioare Maria din Rădăuți
Biserica "Nașterea Sfintei Fecioare Maria" din Rădăuți este o biserică romano-catolică construită în perioada 1823-1826 în municipiul Rădăuți. Ea se află situată pe strada Ștefan cel Mare nr. 16.
Biserica romano-catolică "Nașterea Sf. Fecioare Maria" din Rădăuți a fost inclusă pe Lista monumentelor istorice din județul Suceava din anul 2015, având codul de clasificare  SV-II-m-B-05621.

## Formarea comunității catolice din Rădăuți
După câștigarea ținutului Galiției, în urma primei împărțiri a Poloniei din 1772, și pentru a realiza o legătură directă între Transilvania și Galiția, împăratul Joseph al-II-lea al Austriei și-a propus achiziționarea teritoriului de nord-vest al Moldovei aflată din anul 1769 sub ocupație țaristă. Chiar dacă, prin pacea de la Kuciuk Kainargi din 16 iulie 1774 Moldova revine Turciei, Curtea de la Viena, profitând de bunele relații cu Ecaterina a II-a a Rusiei, obține permisiunea feldmareșalului Romanțov – comandantul trupelor țariste staționate pe teritoriul Bucovinei, de a anexa acest teritoriu. La 31 august 1774, sub comanda generalului baron Gabriel von Splény-Mihaldy, două regimente de cavalerie și cinci steaguri de infanterie au pătruns în Bucovina, luând locul trupelor țariste care s-au retras. Ulterior, prin Convenția din 7 mai 1775, Turcia recunoaște această anexare de către Imperiul Austriac.
Întrucât majoritatea soldaților erau de religie romano-catolică, odată cu aceștia au sosit și preoții militari care le asigurau asistența religioasă. Conform celor afirmate de Willi Kosiul în cartea Die Bukowina und ihre Buchenlanddeutschen (Bucovina și locuitorii ei germani), apărută în anul 2011 la editura Reimo-Verlag, administrația militară a creat 12 capelanate militare, unul dintre acestea fiind și la Frătăuți. După trecerea Bucovinei în administrare civilă (1787), o parte dintre aceste capelanate militare, nouă la număr, au fost transformate în capelanate civile trecând în administrarea Arhiepiscopiei din Lemberg (Lwow). Întrucât, în afară de militari, zona a început să fie populată cu coloniști catolici veniți din Transilvania, Galiția și Bohemia, în număr din ce în ce mai mare, aceste capelanate civile au fost transformate în anul 1811 în parohii.
Conform celor scrise de Johann Polek, în lucrarea Zur Frage der Errichtung einer römisch-katholischenn Pfarre zu Czernowitz, editată la Cernăuți, în anul 1909, în anul 1786 administrația militară a făcut un recensământ a întregii populații catolice din Bucovina. Conform acelui recensământ în toată Bucovina erau 1.093 de familii catolice cu 3.609 de suflete și 3.301 de militari, inclusiv personalul auxiliar. Particularizând, trebuie să spunem că niciuna din aceste familii nu locuia în Rădăuți!
Documentele vorbesc de primele familii catolice care s-au stabilit la Rădăuți, abia după anul 1792 când se înființează Direcția Domeniului Rădăuți și este adusă herghelia de la Vășcăuți. Franz Wiszniowski afirmă că atunci s-au stabilit la Rădăuți primele 20 de familii catolice.
Comunitatea romano-catolică formată, mică ce-i drept, era păstorită până în anul 1797 de capelanii militari locali din Frătăuți, pr. Paulus Lewinski și pr. Guido Piotkowski. Din anul 1797 și până în anul 1802 de către pr. Deák Orbán (1797-1799), pr. Juvenálisz Czeke (1799-1800) și pr. Nicky József (1800-1802) care erau capelani la Istensegits (Țibeni). Din anul 1802 și până în anul 1816 comunitatea catolică rădăuțeană a fost păstorită de către capelanul civil de Andrásfalva (Măneuți), pr. Nárzisus Lindemann. În anul 1787 capelanatul militar din Frătăuți este mutat la Andrásfalva (Măneuți) și transformat în capelanat local civil. 
Conform celor scrise de pr. Norbert Gaschler în lucrarea Chronik der römisch-katholischen Pfarrei Sereth - Cronica Parohiei romano-catolice din Siret, publicată în Analele Bucovinei, nr. 1/1997, la data de 27 iunie 1811 împăratul semnează decretul numărul 5.159 prin care capelanatele civile locale de la Boian, Gura Humorului, Istensegits (Țibeni), Câmpulung, Sadagura, Siret, Suceava și Andrásfalva (Măneuți) sunt transformate în parohii. Prin decretul imperial nr. 16.566, din 11 noiembrie 1811, noua parohie din Andrásfalva este mutată la Rădăuți. Mutarea s-a făcut efectiv abia în anul 1816, întrucât, în anul 1811, satul Rădăuți proaspăt intrat în componența Domeniului Rădăuți era prea puțin dezvoltat și nu exista nici biserică și nici casă parohială. Deși oficial exista deja Parohia Romano-Catolică din Rădăuți, ea nu avea încă numit un paroh. Din 1816 și până în anul 1818, de parohia rădăuțeană avea grijă administratorul Parohiei Romano-Catolice din Siret, pr. Anton Zyska și de părintele Josef, cavaler de Nitzki, tot administrator al parohiei siretene.
În lipsa unui lăcaș de cult, liturghiile se celebrau într-o cameră mică aflată în incinta Fabricii de bere. Lipsa unei biserici a fost constatată și de împăratul Francisc I (1806-1835) care a vizitat localitatea la 7 august 1817 și a notat cele constatate în jurnalul său de călătorie.

## Istoricul bisericii

### Parohia Rădăuți în perioada 1818-1918
Ca urmare a numeroaselor solicitări ale comunității catolice din localitate, arhiepiscopul de Lemberg înființează Parohia Rădăuți, numindu-l ca paroh pe pr. Joseph Sattfeld. Acesta este instalat oficial la 26 aprilie 1818.
În vara acelui an, preotul Joseph Sattfeld a început demersurile pentru construirea unei biserici romano-catolice în Rădăuți. Cererea adresată de el la 12 august 1818 către Arhidieceza de Lemberg a fost aprobată la 8 iunie 1819 de către împărat. Din lipsa fondurilor, piatra de temelie a fost pusă abia la 13 mai 1823, tot atunci fiind începute și lucrările de construcție ale lăcașului de cult. Prima liturghie a fost celebrată în noua biserică la 8 octombrie 1824, deși biserica nu era încă terminată. Ea a fost sfințită la 21 iunie 1826, primind cu această ocazie și hramul "Assumptio Beatae Virginis Mariae - Adormirea Maicii Domnului". Lăcașul de cult a fost construit în stilul gotic.
După consacrarea bisericii, Parohia din Rădăuți a preluat sub asistența sa spirituală și comunitățile catolice din Horodnic, Marginea, Voievodeasa și Volovăț. În anul 1843, cele patru comunități mai sus-menționate trec în administrarea vicariatului înființat la Voievodeasa. Parohia Rădăuți preia ulterior comunitățile din Gălănești și Voitinel de la vicariatul local din Gura Putnei (în 1852) și din Volovăț (în 1888). În anul 1900, are loc o nouă reorganizare a parohiei, rămânând în administrarea sa numai filialele Gălănești și Satu Mare.
Începând din 1853, hramul bisericii este serbat la data de 8 septembrie, numele hramului rămânând cel inițial. Abia în 1887, numele hramului devine "Nativitas Beatae Mariae Virginis - Nașterea Sfintei Fecioare Maria"
Perioada de la începutul secolului al XX-lea este considerată a fi una dintre cele mai prolifice, atunci fiind sfințite și două capele în Rădăuți:
- Capela Sf. Rochus (pe Str. Ștefan cel Mare) - construită în anul 1900 de familia de meșteșugari Anderl în grădina lor.
- Capela Sfânta Treime (pe Str. Horia) - construită în 1904 în grădina casei lui Peter Pohl.

La 1 iunie 1904, este numit ca paroh monseniorul Clemens Swoboda, care ulterior preia și conducerea Decanatului de Rădăuți, după reorganizarea administrativă a bisericilor din Bucovina din anul 1906.
Până la primul război mondial, comunitatea catolică din localitate a crescut constant. Astfel, dacă în 1825 trăiau în Rădăuți 1.039 de catolici, în 1830 erau 1.345, în 1890 erau 4.070, în 1900 erau 4.437, pentru ca în 1910 numărul lor să devină de 5.088.

### Situația parohiei după Unirea Bucovinei cu România
Destrămarea Imperiului Austro-Ungar și Unirea Bucovinei cu România din noiembrie 1918 au produs unele schimbări în organizarea bisericească. La acel moment, la Rădăuți păstorea Mons. Clemens Swoboda, paroh (din 1904) și decan de Rădăuți (din 1907).
Odată cu trecerea Bucovinei sub administrație românească, s-au reglementat noi relații între Regatul României și Vatican. Pentru administrarea noilor teritorii unite cu România, Vaticanul l-a desemnat pe Józef Bilczewski (1860-1923), arhiepiscop de Liov (1900-1923), ca administrator apostolic al Bucovinei. În anul 1921, statul papal a înființat un Vicariat general în Bucovina (cu sediul la Cernăuți), care a fost condus de pr. Josef Schmidt. Deoarece acesta din urmă a decedat la scurt timp, Mons. Clemens Swoboda a fost numit la 9 iunie 1921 în funcția de paroh de Cernăuți și Vicar General al Bucovinei.
Pentru o mai bună organizare a comunității romano-catolice din Bucovina, au fost înființate decanate. Decanatul de Rădăuți a preluat jurisdicția comunităților din Bucovina de Sud cu următoarele parohii: Rădăuți (cu filialele Satu Mare și Gălănești); Althütte; Augustendorf (cu filialele Davideni, Dunaveț și Laureanca); Cacica; Dornești; Gura Putnei (cu filialele Falcău, Brodina, Putna, Seletin și Vicov); Măneuți (cu filiala Frătăuții Noi); Solca (cu filialele Arbore, Clit și Dealul Ederii); Solonețu Nou (cu filiala Pleșa); Țibeni (cu filiala Iacobești); Voievodeasa (cu filiala Marginea). În anul 1934, se afla sub administrarea Decanatului de Rădăuți un număr de 34.102 credincioși catolici. Ca decani de Rădăuți au fost: mons. Clemens Swoboda (ianuarie 1907 - august 1924), pr. Karl Morosiewicz (17 iulie 1925 - 29 septembrie 1929) - paroh de Rădăuți și pr. Anton Sebesteny (octombrie 1930 - decembrie 1940) - paroh de Dornești.
Plecarea la Cernăuți a Mons. Swoboda a dus la vacantarea postului de paroh la Rădăuți. Timp de 3 ani, parohia a fost condusă de administratorul parohial Franz Gaschler (până la 30 aprilie 1922), parohul Josef Mykietiuk (decedat la 15 mai 1923, după numai un an de la numire) și apoi iarăși de pr. Franz Gaschler ca administrator. La 3 noiembrie 1924 este numit ca paroh pr. Karl Morosiewicz, acesta devenind la 17 iulie 1925 și decan de Rădăuți. Deoarece acesta a decedat în septembrie 1929, a fost desemnat cu conducerea parohiei vicarul Otto Schmegner ca administrator (până în iulie 1931). La 13 iulie 1931, a fost numit ca paroh pr. Karl Schüttler.
În această perioadă au avut loc două evenimente importante în viața comunității rădăuțene: 
- a fost înființat în 1927 Seminarul mic, în care erau înscriși 13 elevi ai Gimnaziului catolic privat nemțesc. Ca director a fost numit vicarul parohial Otto Schmegner. Un număr de 40 de elevi ai acestui seminar au fost sfințiți preoți.
- Arhiepiscopia de Lemberg a predat la 15 august 1930 jurisdicția administrativă către Episcopia de Iași.

În anul 1930, populația orașului Rădăuți era de 16.788 locuitori, dintre care 5.910 români (35,20%), 5.611 evrei (33,42%), 4.615 germani (27,48%), 238 ruteni, 184 polonezi, 109 ruși, 36 unguri, 17 cehi și slovaci, 10 țigani, 6 armeni, 5 bulgari, 3 turci, 1 grec, 42 de alte naționalități și 1 de etnie nedeclarată. Din punct de vedere al religiei, populația era alcătuită din 5.923 ortodocși (35,28%), 5.647 mozaici (33,53%), 4.400 romano-catolici (26,20%), 472 evanghelici (luterani) (2,81%), 303 greco-catolici (1,80%), 15 reformați (calvini), 15 lipoveni, 3 armeano-gregorieni, 3 mahomedani, 3 adventiști, 2 armeno-catolici, 1 baptist și 1 fără religie (liber-cugetător).
În anul 1934, numărul catolicilor din Rădăuți era de 5.896.
La 22 octombrie 1940 a fost semnată o convenție româno-germană privitoare la repatrierea populației de origine germană din Bucovina de Sud și Dobrogea. Verificarea se făcea după registrele de nașteri, botez, căsătorie și decese ridicate de la parohia catolică și cea evanghelică. Aceste registre au fost depozitate apoi de către comisie, undeva pe teritoriul Poloniei ocupate de germani în timpul respectiv. După terminarea războiului, o parte din aceste arhive au ajuns la Leipzig. 
Până la 12 decembrie 1940, când a fost organizat ultimul transport de repatriați, au plecat din Rădăuți aproximativ 6.200 de germani. În anul 1944 la Rădăuți mai erau 230 de etnici germani. La data de 5 decembrie 1940 și părintele Karl Schüttler a părăsit parohia pentru totdeauna.
În perioada celui de-al doilea război mondial, Parohia Rădăuți a fost deservită de mai mulți preoți pe perioade scurte: administratorul Petru Demșa (1940-1941), parohul Ioan Malec (1941-1944) și parohul Anton Trifaș (1945-1946). În perioada mai 1944 - ianuarie 1945, parohia nu a avut nici paroh și nici administrator, pentru celebrarea liturghiilor deplasându-se preoți din parohiile vecine.

### După al doilea război mondial
Perioada regimului comunist a fost o perioadă grea pentru Biserica Catolică din România. După război, credincioșii germani au început să emigreze în Germania. Patrimoniul parohiilor este naționalizat aproape în totalitate. Sunt desființate parohiile din Dornești, Țibeni, Măneuți, Gura Putnei, Voievodeasa și Solca, precum și Decanatul de Rădăuți.
Parohia Rădăuți este reorganizată, preluând sub administrarea sa comunitățile romano-catolice din satele Brodina, Clit, Falcău, Gura Putnei, Măneuți, Putna, Țibeni, Voievodeasa și Volovăț. În același timp, preoții și enoriașii sunt persecutați. În decembrie 1952, parohul Eugen Baltheiser a fost arestat de securitate.
Cu toate acestea, s-au desfășurat între anii 1982-1983 activități de reparație generală a bisericii, efectuându-se și modificări ale interiorului. Lucrările de renovare continuă și în anii următori. În ultimul deceniu al secolului al XX-lea este schimbat acoperișul din tablă cu unul nou.
Începând din anul 2006, în timpul păstoririi parohului Iosif Răchiteanu, s-au efectuat noi lucrări de modernizare a bisericii:
- S-a schimbat pavajul din curtea bisericii.
- În curtea bisericii s-a amplasat pe un soclu o statuetă a Sf. Fecioare Maria pe un soclu (care a fost sfințită la 14 septembrie 2008, de ziua hramului).
- S-a construit un nou altar cu o icoană în mozaic a Maicii Domnului (care a fost montată la 8 aprilie 2009).
- Cu sprijinul Primăriei orașului Rădăuți, a fost reparat vechiul ceas mecanic din turnul bisericii catolice. A fost montat un nou mecanism electronic de acționare, precum și clopote electronice. Ceasul din turn și clopotele bisericii au fost sfințite la 25 iulie 2010, în prezența primarului orașului, Aurel Olărean. Ceasul are un mecanism muzical, care intonează cântecul Ave Maria la orele 7.00 (de Lourdes), 12.00 (de Schubert) și 20.00 (de Fatima).

În prezent, Parohia Nașterea Sfintei Fecioare Maria din Rădăuți are 10 filiale, dintre care 5 cu biserici (Clit, Falcău, Gura Putnei, Putna și Voievodeasa) și 5 fără biserici (Gălănești, Horodnic de Jos, Măneuți, Țibeni și Volovăț). În biserică se oficiază liturghii în limbile română (în fiecare zi) și germană (doar duminică dimineață).
Începând din anul 2008, s-a reluat obiceiul de a se celebra și hramul Capelei Sf. Rochus, pe lângă cel al Capelei Sf. Treime.
În anul 2009, Parohia Rădăuți avea în asistența sa 463 de familii cu 831 credincioși.

## Capele catolice din Rădăuți

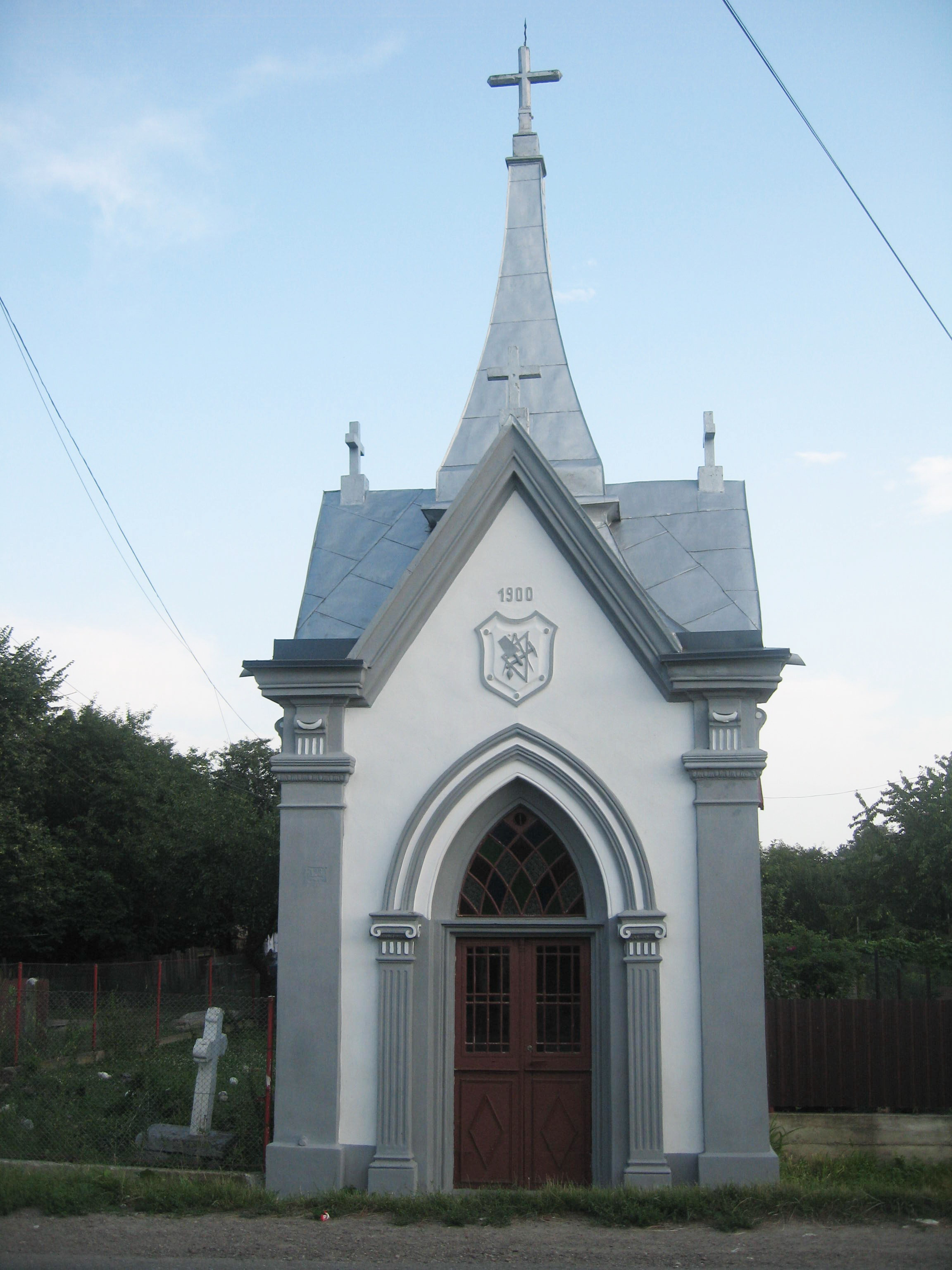
Capela Sf. Rochus din Rădăuți - construită de familia Anderl în 1900

În Rădăuți, pe lângă biserica romano-catolică, există și două capele catolice construite de credincioși din parohie.
Capela Sf. Rochus se află pe strada Ștefan cel Mare nr. 123, pe marginea Drumului Național 17A (către Câmpulung Moldovenesc). Ea a fost construită în anul 1900 de familia de meșteșugari Anderl în grădina lor. Pe peretele exterior nordic al capelei se află pictat "Sfântul Rochus (1345-1376), protectorul pelerinilor", iar pe peretele sudic "Maica Domnului, steaua mistică a evanghelizării".
Pe aici treceau pelerinii în drumul lor spre Sanctuarul de la Cacica, de aceea capela a primit hramul Sf. Rochus (patronul pelerinilor). Călătorii făceau un popas aici, ascultând Sfânta Liturghie și primind binecuvântarea de dinaintea călătoriei.
După cel de-al II-lea război mondial familia Anderl a emigrat în Germania, iar proprietatea lor (casa și grădina) a fost rechiziționată de stat. Capela a fost îngrijită timp de mulți ani de doamna Otilia Luther, până la trecerea sa la cele veșnice. În prezent de această capelă se îngrijesc fiicele sale. În anul 2008 familia Zaremba din Voievodeasa a renovat această capelă. În fiecare an, de sărbătoarea hramului (16 august), parohul din Rădăuți celebrează aici o liturghie.
Capela Sf. Treime se află pe strada Horia. Ea a fost construită în perioada 10 mai - 4 octombrie 1904 în grădina casei lui Peter Pohl. Capela a fost sfințită de către pr. Clemens Swoboda, paroh și decan de Rădăuți. Pe frontispiciul capelei se află tabloul Sfintei Treimi, având la bază inscripția următoare: "Dreifaltigkeits Kapelle erbaut mit Gottes Hilfe im Jahre 1904" (în traducere "Capela Treimii construită în anul 1904 cu ajutorul lui Dumnezeu").
Testamentul acestei capele redactat de Peter Pohl este următorul: “Cu ajutorul lui Dumnezeu! În numele Preasfintei Treimi, în onoarea Fecioarei Maria și pentru înălțarea sfintei noastre mame, a Bisericii noastre Catolice am ridicat eu, Peter Pohl în al 83-lea an de viață, împreună cu familia mea în grădina casei mele o capelă în cinstea Preasfintei Treimi. Determinat de mai multe motive remarcabile, am pus în anul 1904 pe 10 mai, temelia capelei. Aceasta a fost sfințită de administratorul parohial de atunci pr. Karl Morosiewicz și catehetul Johan Wiecki. La construcția capelei s-a lucrat repede și pe 4 octombrie era înălțată. Prea respectatul decan și preot Clemens Swoboda a oficiat sfințirea acestei capele. Prin bunăvoința sa, prea respectatul decan a aprobat ca în această capelă să se oficieze și sfânta Liturghie.” 
În prezent această capelă este îngrijită de descendenții lui Peter Pohl.
În cimitirul catolic din Rădăuți sunt înmormântați câțiva preoți care au slujit la Rădăuți. Lângă capela catolică se află mormântul părintelui Joseph Sattfeld, primul paroh (1792-1851). În apropierea monumentului eroilor sunt mormintele preoților Johann Zukiewicz (1808-1878), Eduard Niestenberger (1829-1903), Rudolf Dombrowski (+1909) și Josef Mykietiuk (1851-1923).

## Preoți
La această biserică au slujit următorii preoți-parohi: 
- pr. Joseph Sattfeld (n. 1792, Karpfen, Comitatul Sohl, Regatul Ungariei, azi în Slovacia - d. 14 noiembrie 1851, Rădăuți) - A activat ca paroh la Rădăuți (26 aprilie 1818 - 14 noiembrie 1851). Pentru o perioadă a administrat și Parohia Siret (1822-1823). A construit actuala biserică din Rădăuți. Este înmormântat în cimitirul catolic din Rădăuți, lângă capela catolică.
- pr. Clemens Horvath - A activat ca administrator parohial la Rădăuți (14 noiembrie 1851 - 28 martie 1852).
- pr. Johann Zukiewicz (n. 16 februarie 1808, Tarnopol, Galiția - d. 17 mai 1878, Rădăuți) - A fost sfințit preot în anul 1833. A activat ca paroh la Rădăuți (28 martie 1852 - 17 mai 1878). Este înmormântat în cimitirul catolic din Rădăuți, în apropierea monumentului eroilor.
- pr. Kazimir Michalkowski - cavaler, vicar (octombrie 1869 – 24 mai 1878) și administrator parohial la Rădăuți (24 mai 1878 - 14 decembrie 1879)
- pr. Edward Niestenberger (n. 1829, Tarnopol, Galiția - d. 22 ianuarie 1903, Rădăuți) - A fost sfințit preot în anul 1852, la Lemberg. A activat ca vicar parohial la Rădăuți (30 ianuarie – 23 noiembrie 1856), capelan administrativ la Solca (24 noiembrie 1856-1875?), paroh la Rădăuți (15 decembrie 1879 - 22 ianuarie 1903) și decan. Este înmormântat în cimitirul catolic din Rădăuți, în apropierea monumentului eroilor.
- pr. Karl Morosiewicz (n. 23 ianuarie 1871, Suceava - d. 29 septembrie 1929, Cernăuți) - A fost sfințit preot la Lemberg la 14 iulie 1895. A activat ca vicar parohial la Gura Humorului, la Rădăuți (24 noiembrie 1895 – 29 iunie 1904) și la Dornești, cu reședința la Rădăuți (29 iunie – decembrie 1904), administrator parohial la Rădăuți (22 ianuarie 1903 - 31 mai 1904), paroh la Gura Humorului (decembrie 1904 -?) și paroh la Rădăuți (3 noiembrie 1924 - 29 septembrie 1929), decan de Rădăuți (17 iulie 1925 - 29 septembrie 1929).
- mons. Clemens Swoboda (n. 16 mai 1853, Gran, Ungaria - d. 31 ianuarie 1928, Cernăuți) - A fost sfințit preot la Lemberg, în data de 30 iulie 1876. A activat ca vicar la Cozmeni (20 august - 27 octombrie 1876), Gura Humorului (27 octombrie - 2 decembrie 1876), Cozmeni (2 decembrie 1876 - 20 septembrie 1879), Suceava (20 septembrie 1879 - mijlocul anului 1880) și Siret (mijlocul anului 1880 - 8 noiembrie 1883), capelan la Zastavna (8 noiembrie 1883 - 1 iulie 1889), paroh la Gura Humorului (1 iulie 1889 - 1902), paroh și decan la Suceava (1902 - 5 iunie 1904), paroh la Rădăuți (5 iunie 1904 - 9 iunie 1921), decan de Rădăuți (1 ianuarie 1907 - 9 iunie 1921), paroh de Cernăuți și Vicar General al Bucovinei (9 iunie 1921 - august 1924). În august 1924, fiind grav bolnav, a demisionat din toate funcțiile deținute. A murit la Cernăuți, unde a fost și înmormântat.
- pr. Francisc (Franz) Gaschler - A activat ca vicar (octombrie 1915 - iunie 1921), administrator parohial (9 iunie 1921 - 30 aprilie 1922), vicar (30 aprilie 1922 - 15 mai 1923) și din nou administrator parohial la Rădăuți (15 mai 1923 - 3 noiembrie 1924), apoi paroh la Vatra Dornei (1929-1937).
- pr. Josef Mykietiuk (n. 17 mai 1851, Colomeea, Galiția- d. 15 mai 1923, Rădăuți) - A fost profesor de religie catolică la Liceul “Eudoxiu Hurmuzachi” din Rădăuți (1879-1912 și 1914-1916). A activat ca vicar parohial la Suceava, la Rădăuți (6 martie 1879 – 18 august 1883) și paroh la Rădăuți (1 mai 1922 - 15 mai 1923). Este înmormântat în cimitirul catolic din Rădăuți, în apropierea monumentului eroilor.
- pr. Otto Schmegner (n. 16 iulie 1894, Câmpulung Moldovenesc - d. 29 octombrie 1978, Gössenheim, Germania) - A fost sfințit preot în 1924. A activat ca vicar parohial (septembrie 1927 – 29 septembrie 1929) și administrator parohial la Rădăuți (29 septembrie 1929 - 12 iulie 1931), paroh la Suceava (1934-1967), preot emerit la Suceava. A fost înmormântat la Suceava.
- pr. Karl Schüttler (n. 1 ianuarie 1882, Ițcani, Suceava - d. 13 mai 1944, Austria) - A fost sfințit preot la Lemberg la 29 iunie 1905. A fost profesor de limba română, limba latină și religie catolică la Liceul “Eudoxiu Hurmuzachi” din Rădăuți (1912-1922). Ulterior a fost vicar la Rădăuți (15 noiembrie 1905 – 22 iunie 1907) și la Cernăuți (22 iunie 1907-?), apoi paroh la Rădăuți (13 iulie 1931 - 5 decembrie 1940). În decembrie 1940 s-a repatriat în Austria, unde a și decedat la 13 mai 1944.
- pr. Petru Demșa (n. 4 februarie 1914 - d. ?, Ungaria) - A fost hirotonit la 18 martie 1939, la Roma. A fost vicar la Măneuți (1939 - 5 decembrie 1940), apoi administrator parohial la Rădăuți (5 decembrie 1940 - ianuarie 1941). Pentru că s-a remarcat ca un puternic formator de opinie în rândul catolicilor maghiari, în urma unui denunț a trebuit să părăsească în grabă teritoriul României, renunțând atât la cetățenia română, cât și la toate funcțiile bisericești deținute. A decedat în Ungaria.
- mons. Ioannes (Ioan) Malec - A fost paroh la Măneuți (Andrasfalva) (?-1941), ocupând pentru o perioadă, în paralel, și funcția de paroh la Rădăuți (ianuarie 1941 - mai 1944). După plecarea catolicilor maghiari din Bucovina (mai - iunie 1941), Parohia Măneuți a fost desființată, iar monseniorul Malec a rămas doar paroh la Rădăuți. La începutul lunii mai 1944, locuitorii orașului (și împreună cu ei și parohul) au fost evacuați de către armata sovietică. După întoarcerea din evacuare a locuitorilor orașului, monseniorul nu s-a mai întors ca să preia din nou parohia, el îmbolnăvindu-se grav la mâna dreaptă.
- pr. Anton Trifaș (n. 21 octombrie 1906, Horlești, județul Iași - d. 29 februarie 1968, Iași) - A studiat în seminariile din Iași și București, iar apoi la Colegiul „Bringole-Salle” din Genova. A fost hirotonit la 21 mai 1932 la Genova, apoi a activat în Parohiile Iași, Grozești și Dărmănești și Rădăuți. A fost apoi paroh la Rădăuți (ianuarie 1945 - august 1946). La 20 august 1946 a fost numit rector al Seminarului din Iași. Părintele Trifaș a fost arestat la 24 august 1948, condamnat în mai multe rânduri și închis la Galata și Aiud. După eliberare a activat la Iași și Oituz. După redeschiderea Secției Române din Iași a Institutului Teologic Romano-Catolic de Grad Universitar Alba Iulia la 3 octombrie 1956, pr. Anton Trifaș a devenit din nou rector al seminarului (1956-1967). În anul 1967, s-a pensionat. A fost înmormântat în cimitirul din Horlești.
- pr. Eugen Baltheiser (n. 9 iunie 1914, Arefu, județul Argeș - d. 10 februarie 1998, Birkendorf, Germania) - Tatăl său era originar din Nürnberg, iar mama din Cernăuți. Imediat după nașterea lui Eugen, ei se mută în Bucovina, la Vatra Dornei. În 1928 a intrat la Seminarul diecezan din Iași, apoi a fost trimis în Germania, la Münster și la Paderborn, pentru a studia filozofia și teologia. Din cauza unei boli nu a putut fi hirotonit preot în 1939, împreună cu foștii săi colegi, ci abia la 5 mai 1940, în Paderborn. Întors în țară a activat între anii 1941-1944 în orașele Gura-Humorului și Fălticeni, apoi a fost numit ca paroh la Rădăuți (20 august 1946 - 2 august 1952). În data de 2 august 1952 a fost arestat de Securitate chiar în sediul casei parohiale din Rădăuți (conform foii matricole penale eliberate de Direcția Regională a Securității Populare a regiunii Suceava). În 1956 a fost eliberat și a fost numit paroh la Roman. În 1973 a fost forțat să părăsească România și s-a stabilit în Germania, ca pensionar în Dieceza de Freiburg. Aici s-a ocupat mult de tineri și a fost numit "spiritual al tineretului în tot decanatul". Din cauza bolii, în 1984, s-a pensionat și s-a retras în Parohia Birkendorf (Uhrlingen). A murit la 10 februarie 1998 în această localitate, fiind înmormântat tot acolo pe data de 14 februarie.
- pr. Mihai Chelaru (n. 25 noiembrie 1914, Barticești, județul Neamț - d. 30 martie 2001, Roman) - A urmat clasele primare în localitatea natală și a intrat în Seminarul Catolic din Iași în toamna anului 1927. Aici a absolvit atât studiile liceale, cât și cele teologice și a fost hirotonit preot la 24 iunie 1939 în capela Institutului "Notre Dame de Sion" din Iași. A activat ca vicar parohial la Tămășeni (1 august - septembrie 1939), Oțeleni (septembrie 1939 - martie 1941) și Văleni (martie – mai 1941), fiind transferat la Iași, unde a îndeplinit mai multe funcții. În decembrie 1942 a fost transferat la Grozești-Oituz, iar peste cinci luni, în mai 1943, a fost numit paroh de Bârgăuani. A activat apoi ca paroh de Tămășeni (iulie 1947 - 1 decembrie 1952), Cacica (1 decembrie 1952 - 1 noiembrie 1953), Prăjești (1 decembrie 1953 - 1 decembrie 1956), Bălușești (1 decembrie 1956 – 1 ianuarie 1969), Frumoasa (1 ianuarie 1969 – 1 august 1976) și Nisiporești (din 1 august 1976). La 1 ianuarie 1976 s-a pensionat pentru limită de vârstă și s-a stabilit la Traian (jud. Neamț), într-o locuință proprie. Ulterior s-a mutat la Roman, unde a activat ca preot pensionar la Parohia "Sf. Tereza a Pruncului Isus". A fost înmormântat în cimitirul din Barticești.
- pr. Eduard Kozanowski (n. 31 mai 1913, Stulpicani, județul Suceava - d. 29 aprilie 1995, Câmpulung Moldovenesc) - A fost hirotonit la 8 decembrie 1939, la București. A fost paroh la Popești-Leordeni (1943-1947), la Rădăuți (decembrie 1953 - august 1958) și la Vatra Dornei (1959-1969). A decedat și a fost înmormântat la Câmpulung Moldovenesc.
- pr. Josef Krassler (Iosif Crasler), OFMConv. (n. 7 iulie 1910, Rădăuți - d. 28 noiembrie 1989, Zell-an-Mains Würtzburg, Germania) - A fost hirotonit preot la 4 aprilie 1937, la Luizi-Călugăra. A făcut primiția la 30 mai 1937. A fost paroh la Focșani și la Rădăuți (aprilie 1959 - 1 mai 1974). În 1974 a emigrat în Germania, unde a și decedat la 28 noiembrie 1989, fiind înmormântat la Zell-an-Mains Würtzburg.
- pr. Iosif Doboș (n. 9 decembrie 1941, Răchiteni, județul Iași) - A absolvit Școala generală de 7 clase la Butea (1955), Școala de Cantori la Iași (1959) și Institutul Teologic din Iași (1965). A fost sfințit preot la 29 iunie 1965, la Alba Iulia, de către episcopul Áron Márton. În perioada 1 iulie 1965 - 30 noiembrie 1968, a activat, fără numire, în diferite parohii: Răchiteni, Oțeleni, Iași și Nicolae Bălcescu (ianuarie - noiembrie 1968). A activat ca vicar la Iași (1 decembrie 1968 - 1 mai 1974), paroh la Rădăuți (1 mai 1974 - 1 februarie 1979), decan și paroh la Iași (1 februarie 1979 - 30 septembrie 1990), Rădăuți (1 octombrie 1990 - 31 august 2006), membru în Consiliul Prezbiteral și Colegiul Consultanților (de la înființare până în anul 2005), consilier economic la Episcopia de Iași (1 septembrie 2006 - 31 mai 2007), administrator parohial la Vatra Dornei (1 iunie 2007 – 1 septembrie 2009), preot pensionar la Rădăuți (1 septembrie 2009 – 1 mai 2010), decan onorific de Bucovina și consilier episcopal (din 2009), paroh de Suceava (1 mai - 1 septembrie 2010) și decan de Bucovina (1 mai – 1 octombrie 2010). Din septembrie 2010 este din nou preot pensionar la Rădăuți.
- pr. Petru Budău (n. 16 ianuarie 1941, Tămășeni, județul Neamț) - A absolvit Școala generală de 7 clase la Buruienești (1955), Școala de Cantori din Iași (1960) și Institutul Teologic din Iași (1966). A fost sfințit preot la 26 iunie 1966, la Iași, de către episcopul Petru Pleșca. A activat ca vicar la Cotnari (1 septembrie - 1 decembrie 1966), Prăjești (1 decembrie 1966 - 1 februarie 1968) și Hălăucești (1 martie 1968 - 1 februarie 1979), paroh la Rădăuți (1 februarie - 1 septembrie 1979) și Pildești (1 septembrie 1979 - 1 septembrie 2006). A fost pensionat la 1 septembrie 2006. A activat ca pensionar la Sagna (1 septembrie 2006 - 1 iunie 2008) și la Parohia "Sf. Nicolae" din Bacău (1 iunie 2008 -).
- pr. Anton Budău (n. 11 mai 1930, Valea Seacă, județul Bacău) - A absolvit Școala generală de 5 clase la Valea Seacă (1942), Seminarul Diecezan "Sf. Iosif" din Iași (1948) și Institutul Teologic din Iași (1959), fiind sfințit preot la 18 octombrie 1959, la Alba Iulia, de către episcopul Áron Márton. A activat ca vicar la Oituz (1959-1963) și Hălăucești (1963-1968), paroh la Satu Nou (1968-1972), Schineni (1972-1979), Rădăuți (1 septembrie 1979 - decembrie 1983), Corhana (1984-1988), Tuta (1988-1999) și Viena (1999-2005). A fost pensionat la 1 septembrie 1999, după care a activat ca preot pensionar la Parohia Sfânta Fecioară Maria Regină (Cioplea) din București.
- pr. dr. Eduard Ferenț (n. 4 iunie 1938, Dărmănești, județul Bacău) - A absolvit studii la Seminarul din Iași, fiind hirotonit preot la 8 decembrie 1961 la Alba Iulia. După absolvire, a rămas ca profesor de filozofie și teologie dogmatică la seminar. A condus Seminarul diecezan din Iași în calitate de rector (1 septembrie 1972 – 1975). Între anii 1975-1979 s-a aflat la Roma pentru specializare, obținând licența în liturgică la Ateneul Pontifical „Sfântul Anselm” (1977) și doctoratul în teologie dogmatică la Universitatea „Urbaniana” (1979). După revenirea în țară, este numit pentru a doua oară ca rector al Seminarului diecezan „Sf. Iosif” din Iași (1979-1982). În anul 1982, din cauza unor tensiuni cu autoritățile comuniste, pr. Ferenț a trebuit să părăsească seminarul și a fost numit paroh de Somușca (1982-1984), iar apoi paroh de Rădăuți (ianuarie 1984 - octombrie 1990). În 1990 a fost numit din nou profesor de teologie dogmatică la Institutul Teologic „Sf. Iosif” din Iași. Ulterior, a predat și la institutele teologice din București și Roman, desfășurând o amplă activitate publicistică.
- pr. Iosif Răchiteanu (n. 4 iulie 1961, Răchiteni, județul Iași) - A absolvit Școala generală de 8 clase la Huși (1976), liceul la Iași (1980) și Institutul Teologic din Iași (1988), fiind hirotonit preot la 29 iunie 1988, la Iași, de către episcopul Ioan Robu. A activat ca vicar la Cleja (1 august 1988 - 1 august 1989), Gherăești (1 august 1989 - 1 februarie 1992), Chișinău (1 februarie 1992 - 1 septembrie 1993), Bălți și Stârcea - Republica Moldova (1 septembrie 1993 - 15 noiembrie 1996), prefect și profesor la Seminarul din Iași (15 noiembrie 1996 - 1 decembrie 2005), paroh la Vaslui (1 decembrie 2005 - 1 septembrie 2006) și Rădăuți (1 septembrie 2006 -). A publicat la Editura Sapientia din Iași lucrările "Cantate Domino" (2001, 2005) și "Păstorii Diecezei de Iași și rectorii Seminarului diecezan" (2004) și a colaborat și la realizarea cărții de rugăciuni "Benedictus. Rugăciunile familiei creștine" (2011).

În perioadele mai 1944 - ianuarie 1945 și august 1958 - aprilie 1959, Parohia Rădăuți a fost deservită de preoți din parohiile vecine.
Este de menționat și faptul că în perioada 1967 - 1 noiembrie 1970, pr. Petru Gherghel (viitorul episcop de Iași) a fost vicar parohial la Rădăuți.

## Imagini

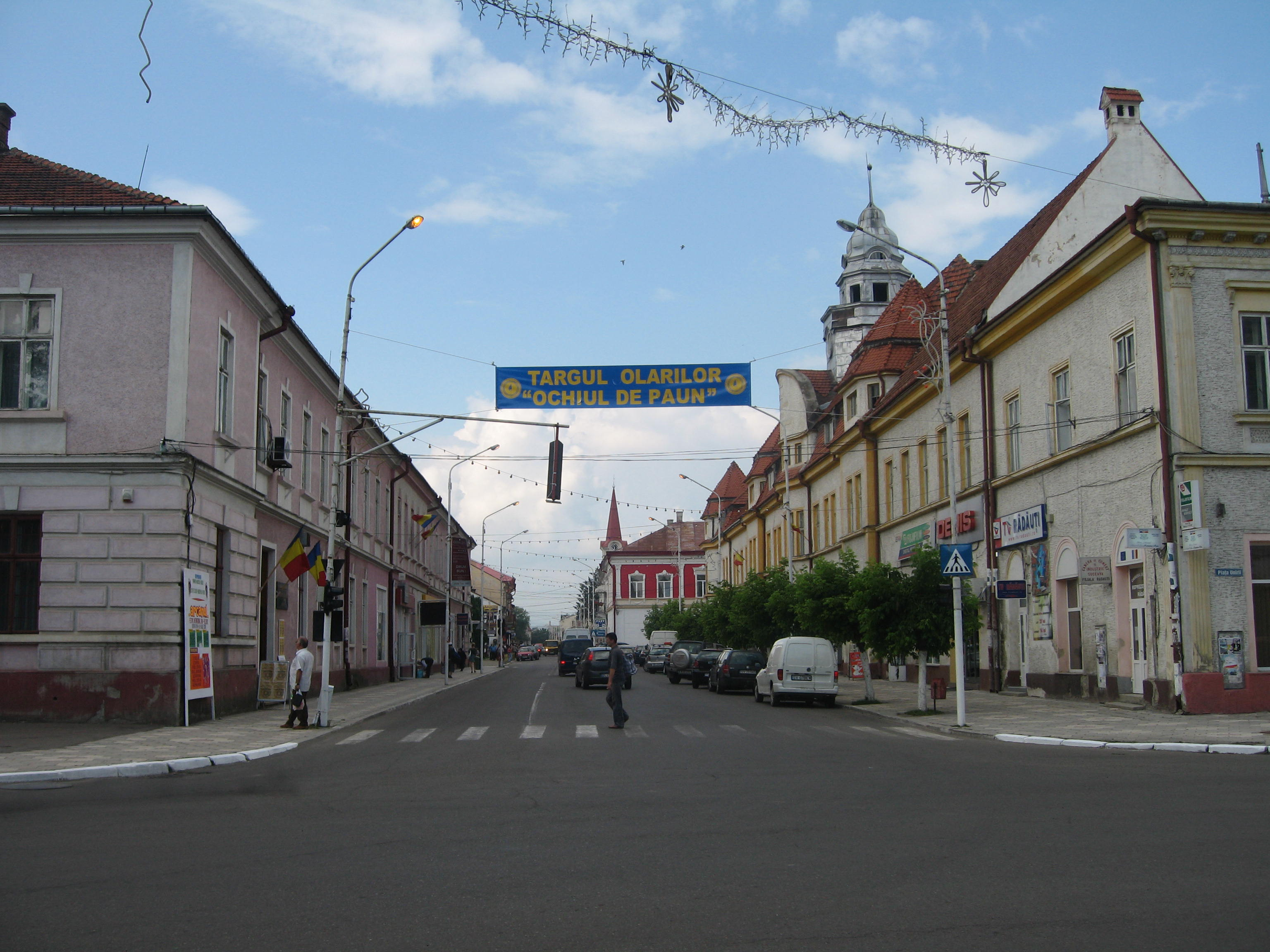
Strada Ştefan cel Mare din Rădăuţi. În capătul străzii se vede turnul bisericii catolice.
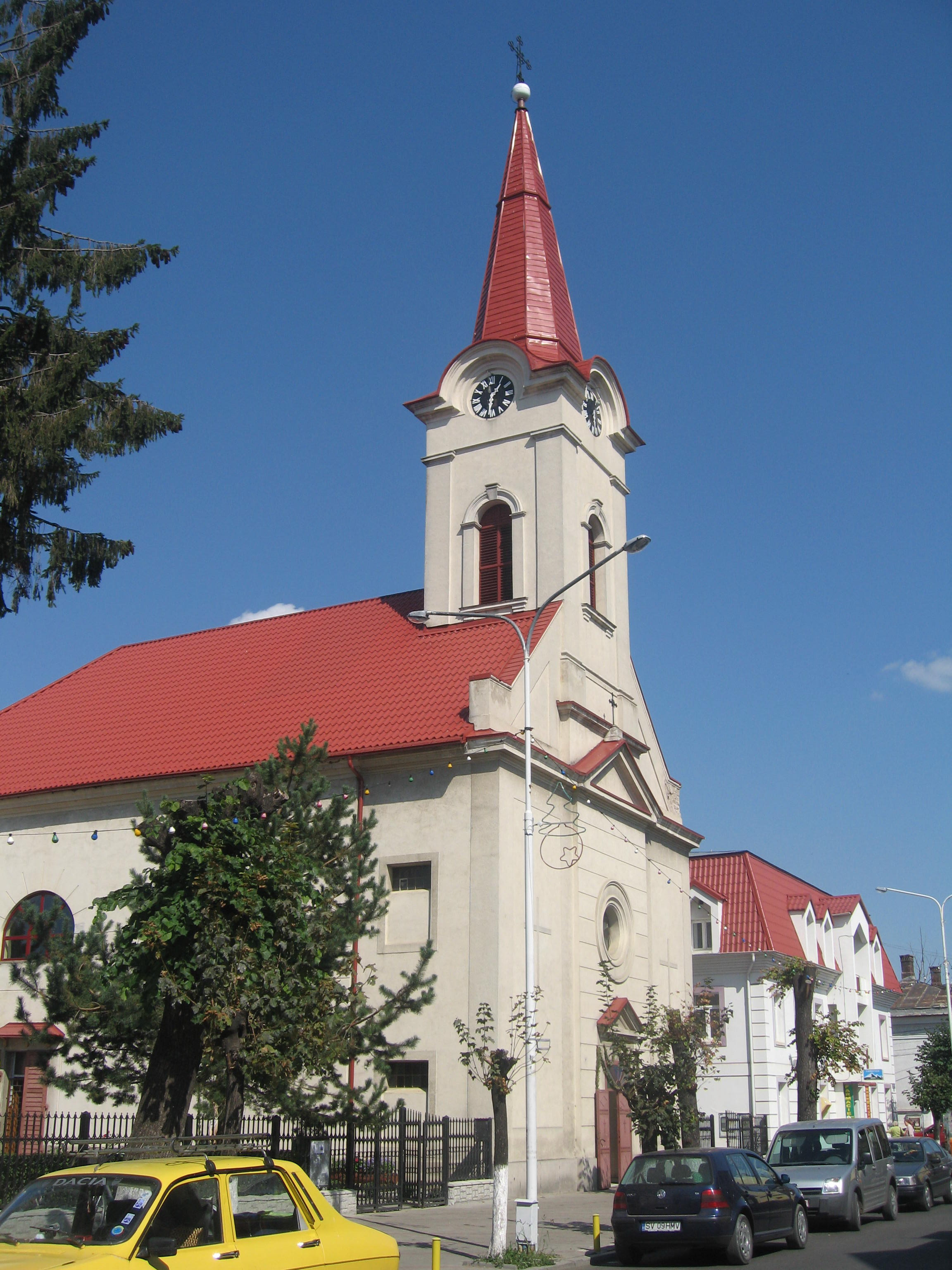
Turnul bisericii văzut de pe Str. Ştefan cel Mare
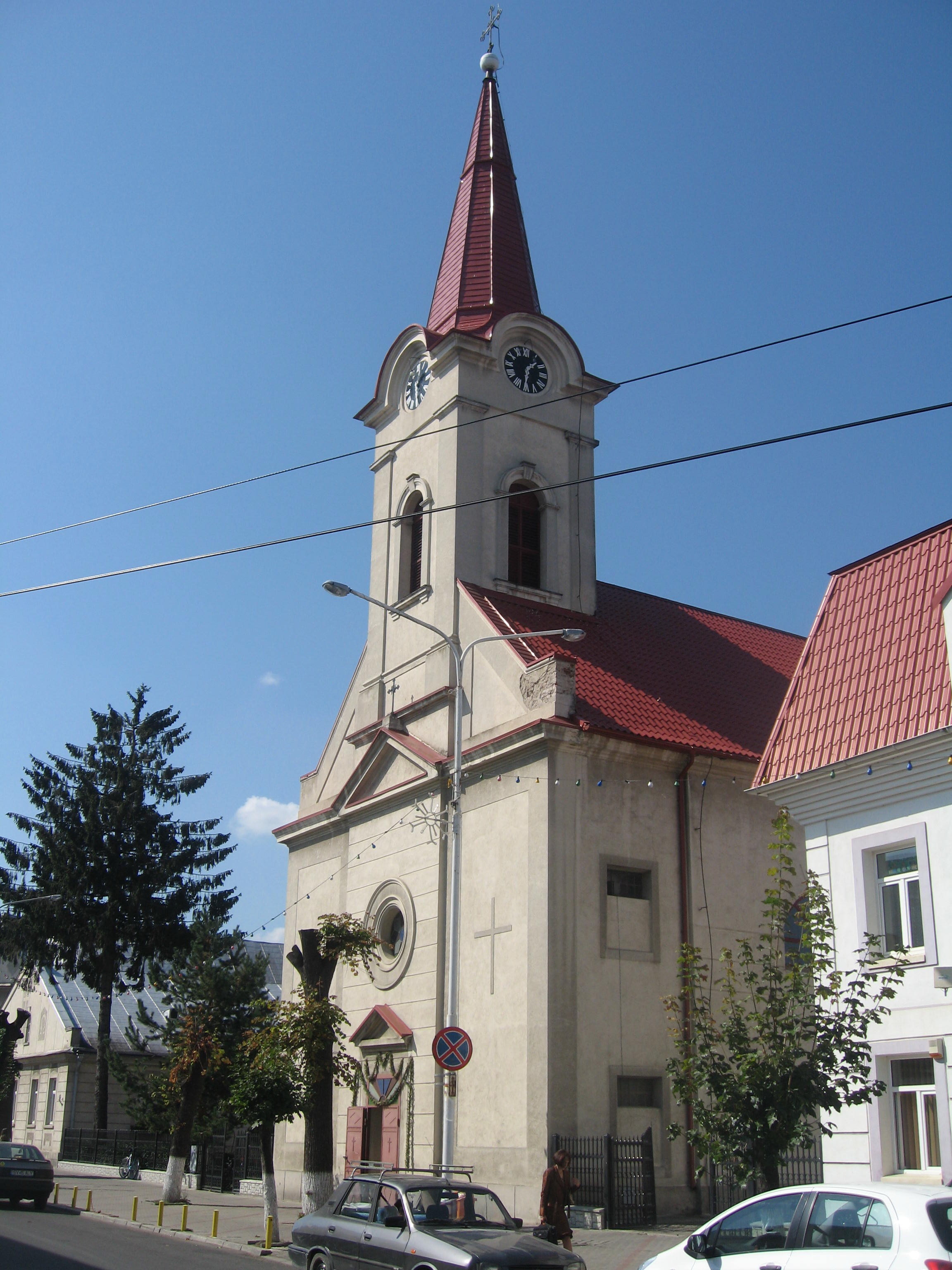
Biserica
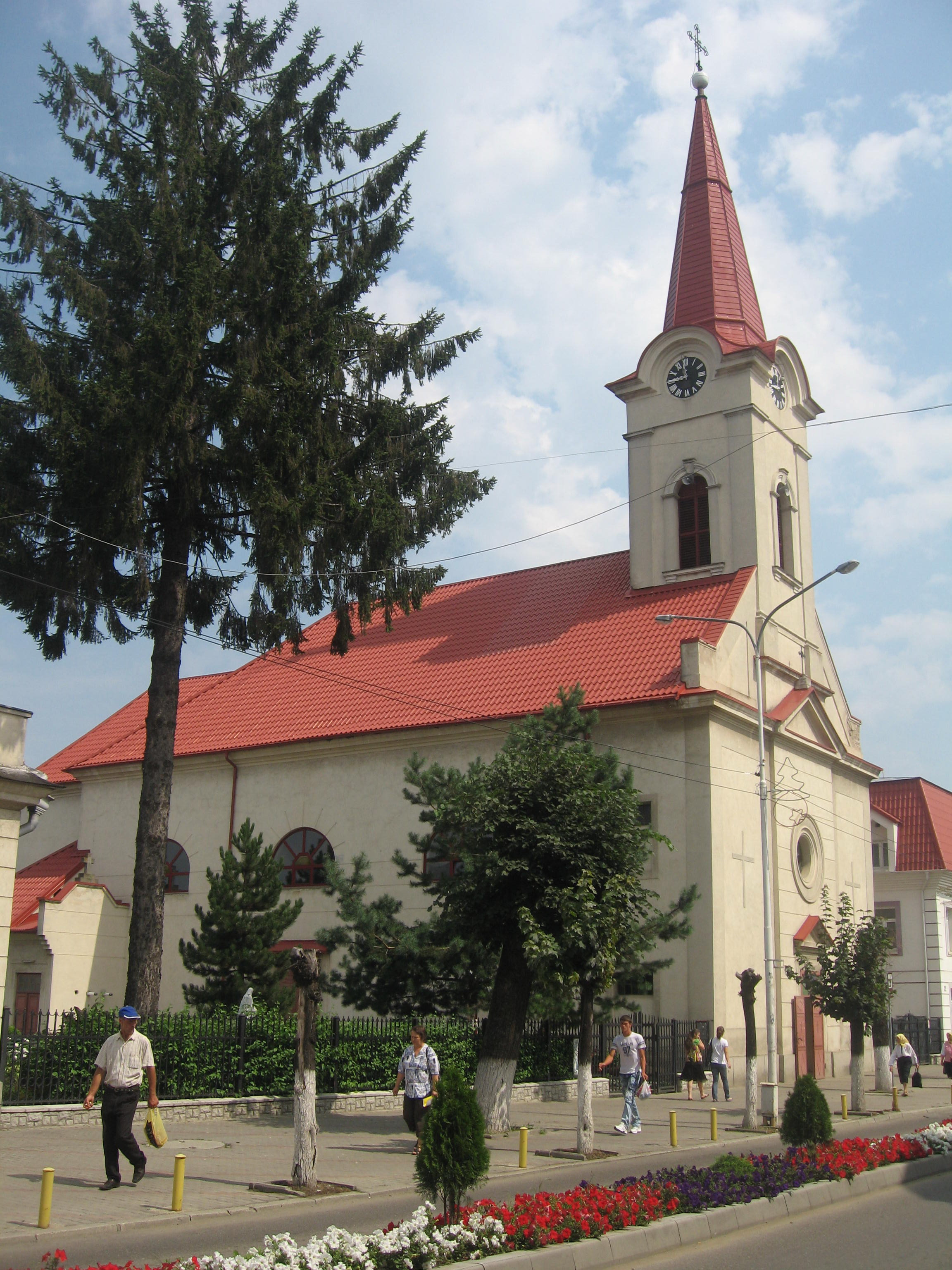
Biserica
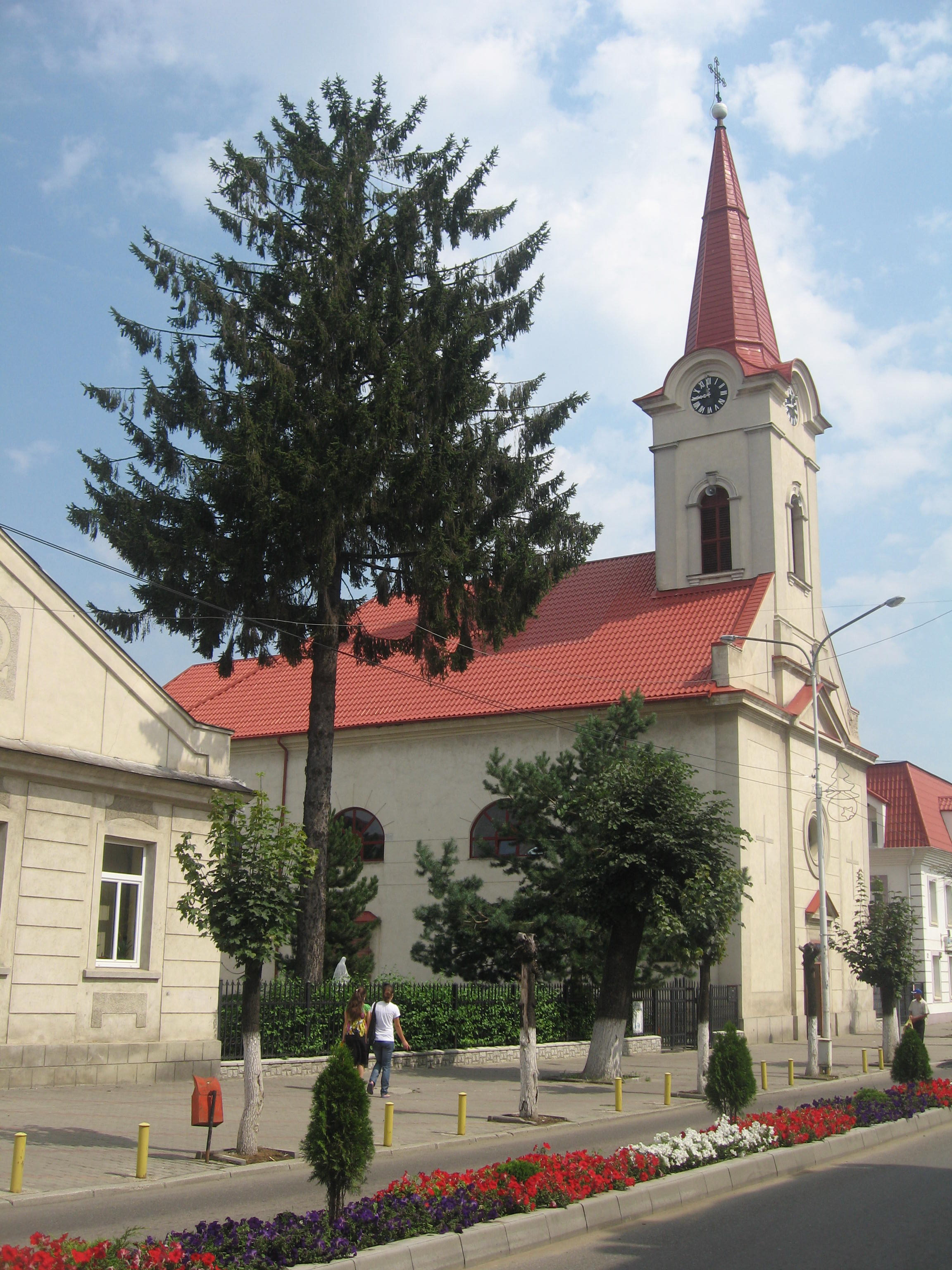
Biserica
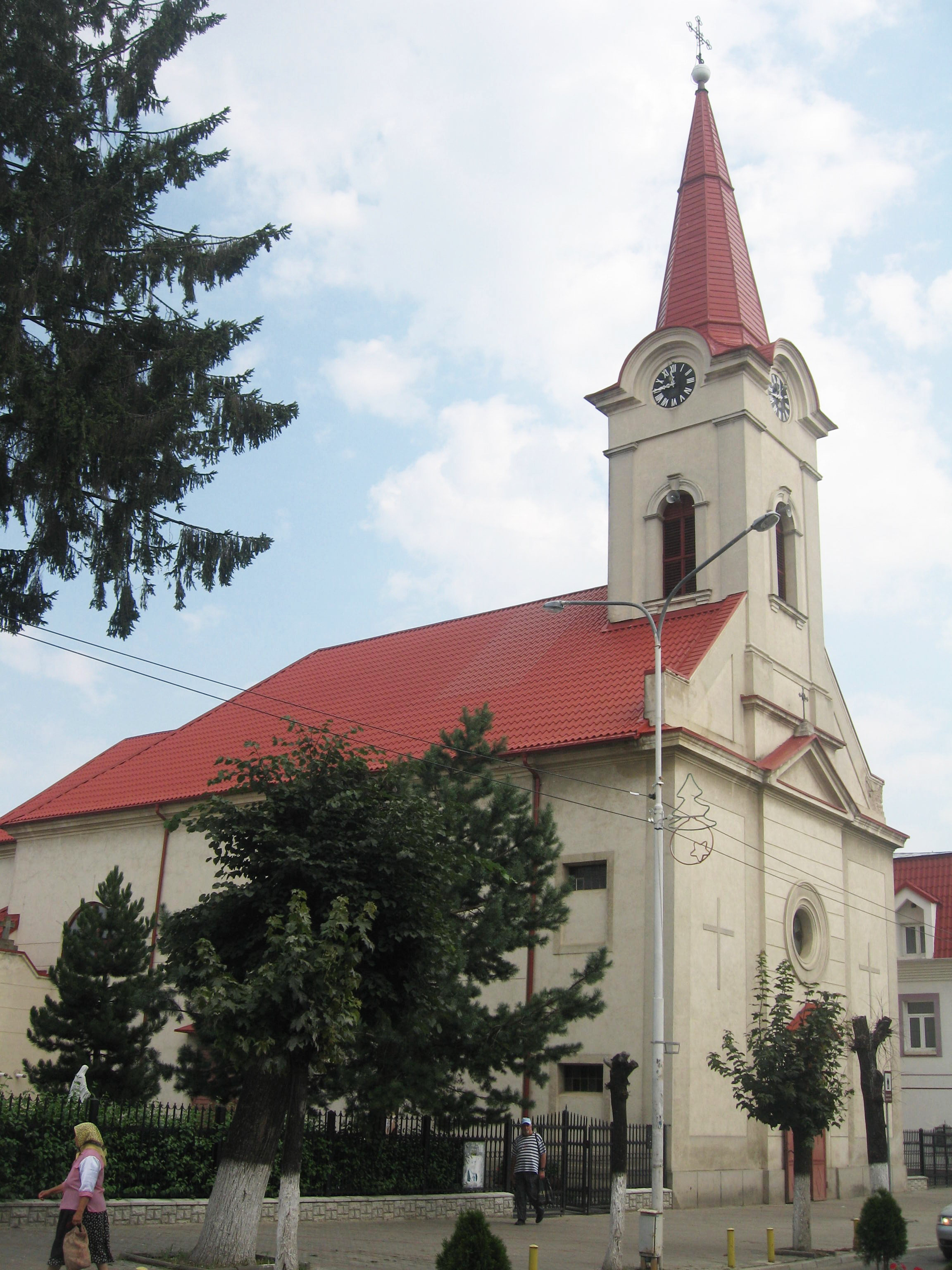
Biserica
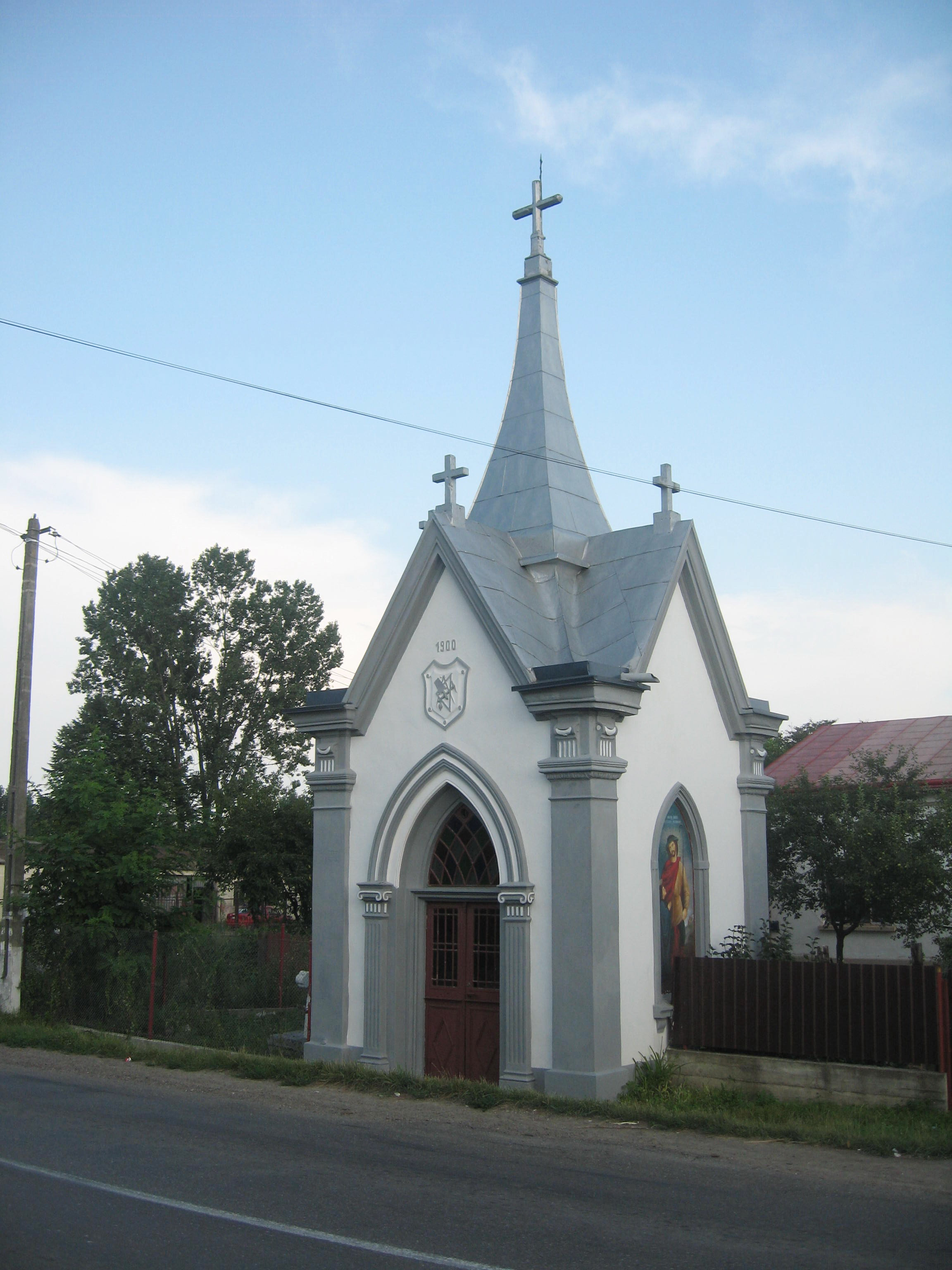
Capela Sf. Rochus din Rădăuţi
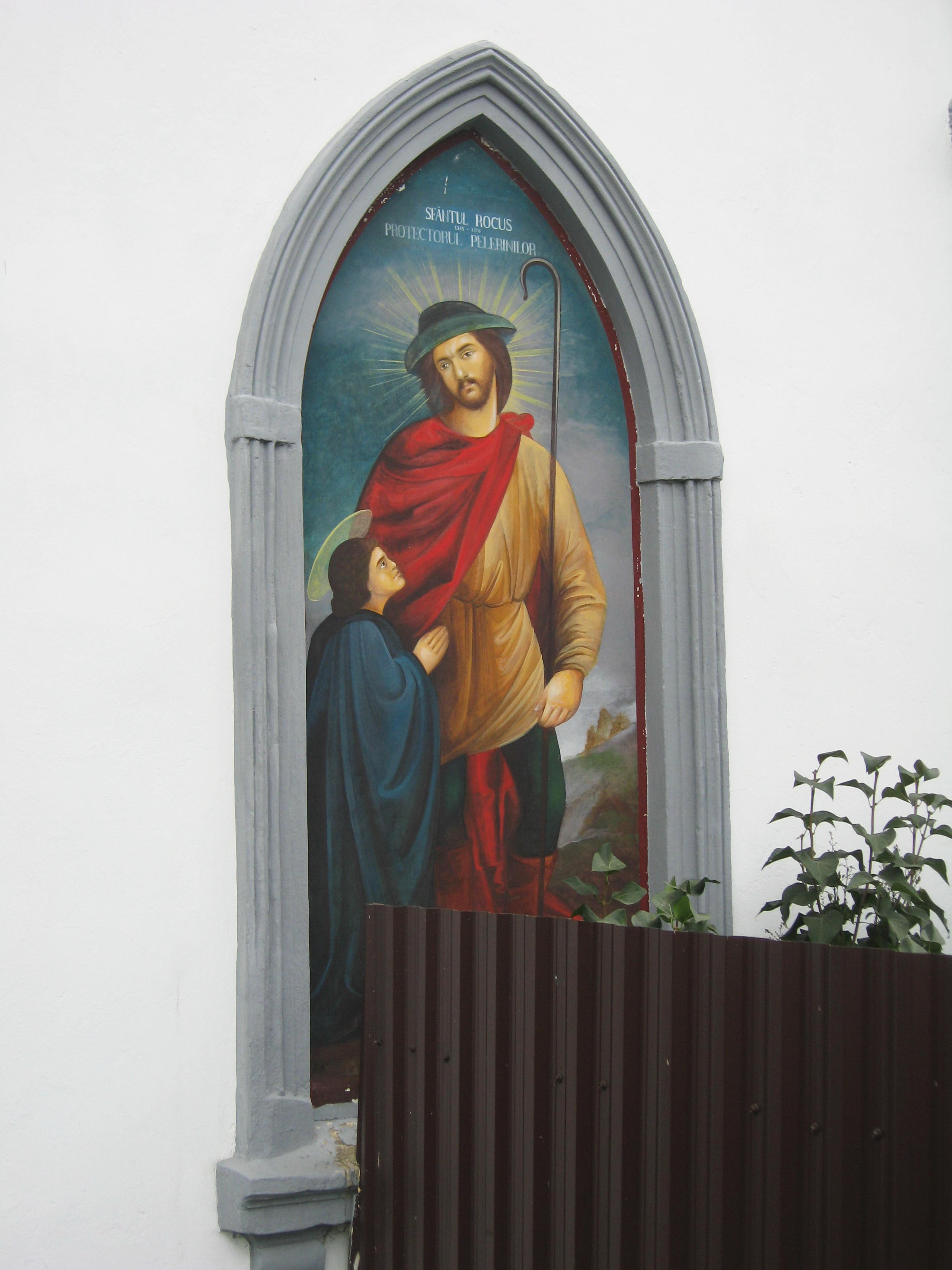
"Sfântul Rocus (1345-1376), protectorul pelerinilor" pe peretele nordic al Capelei Sf. Rochus
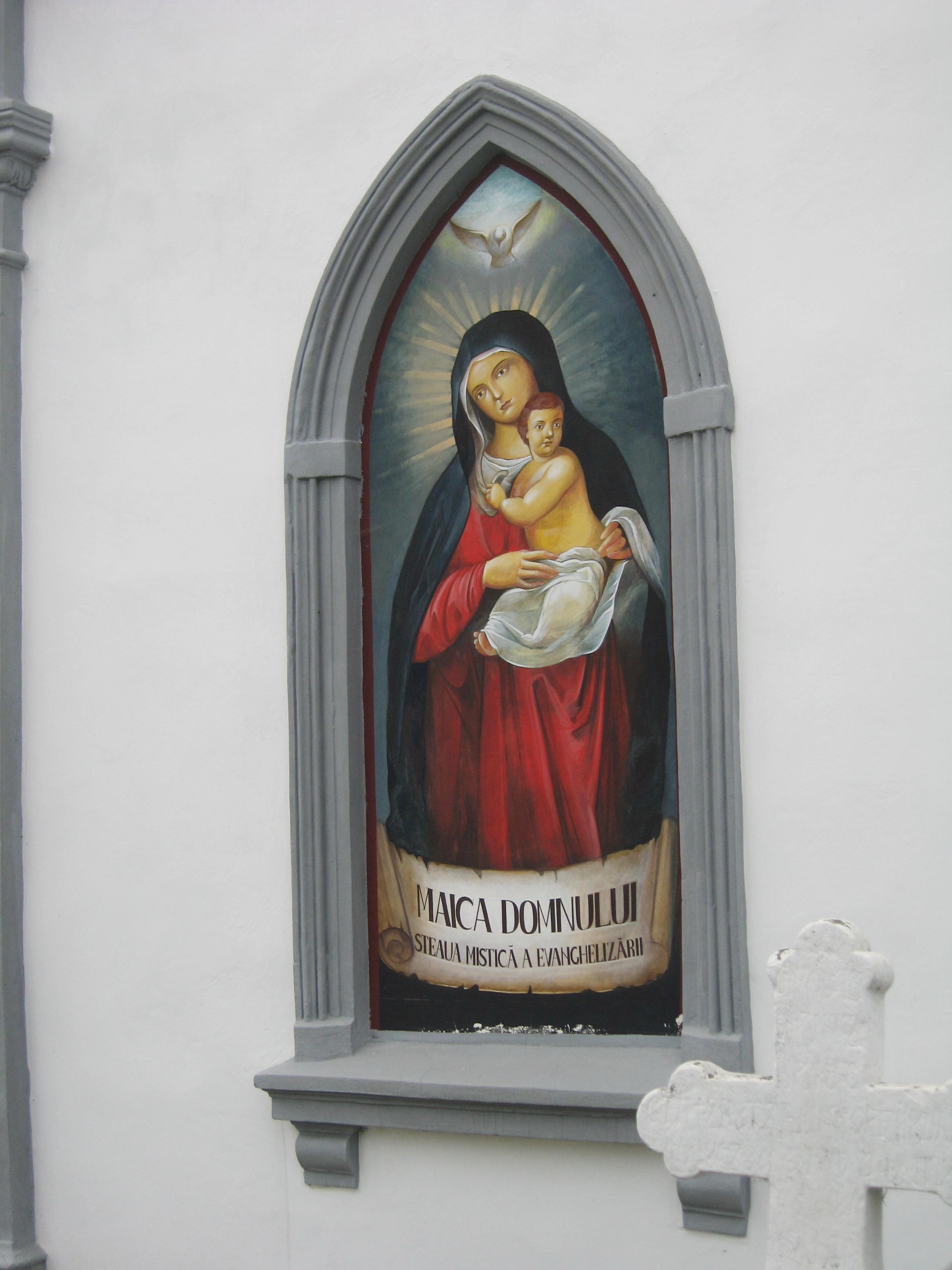
"Maica Domnului, steaua mistică a evanghelizării" pe peretele sudic al Capelei Sf. Rochus
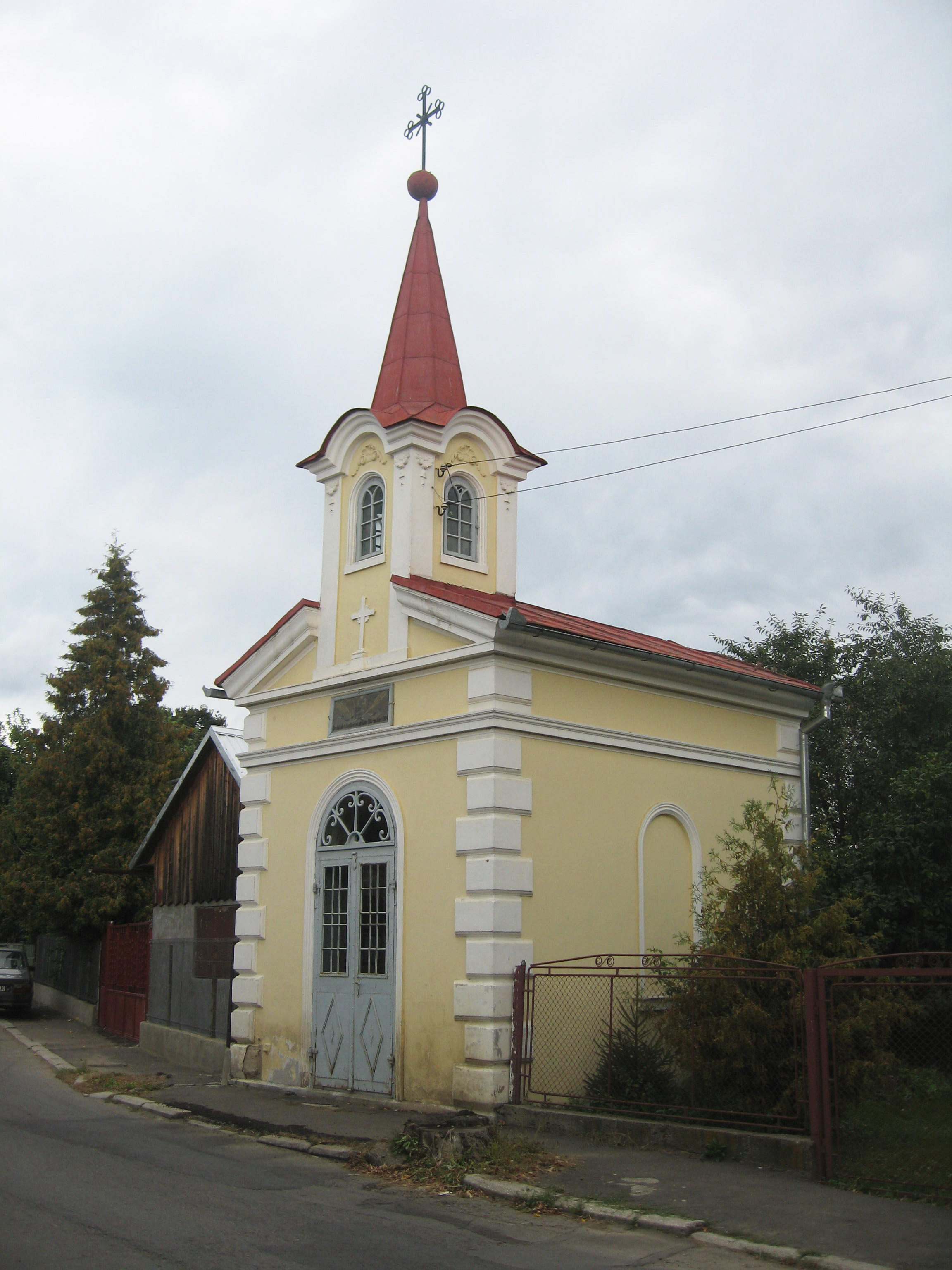
Capela Sf. Treime din Rădăuţi
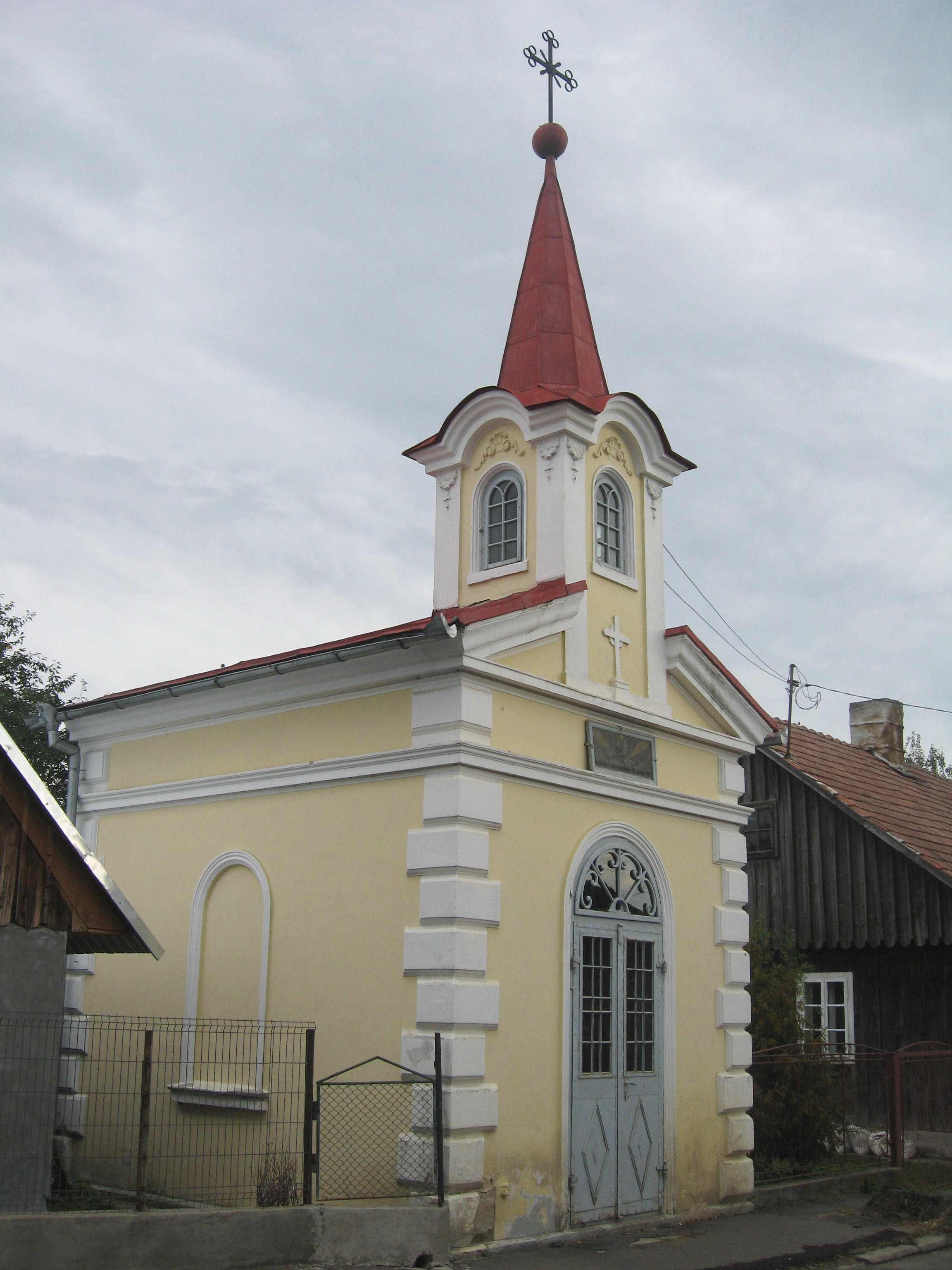
Capela Sf. Treime din Rădăuţi
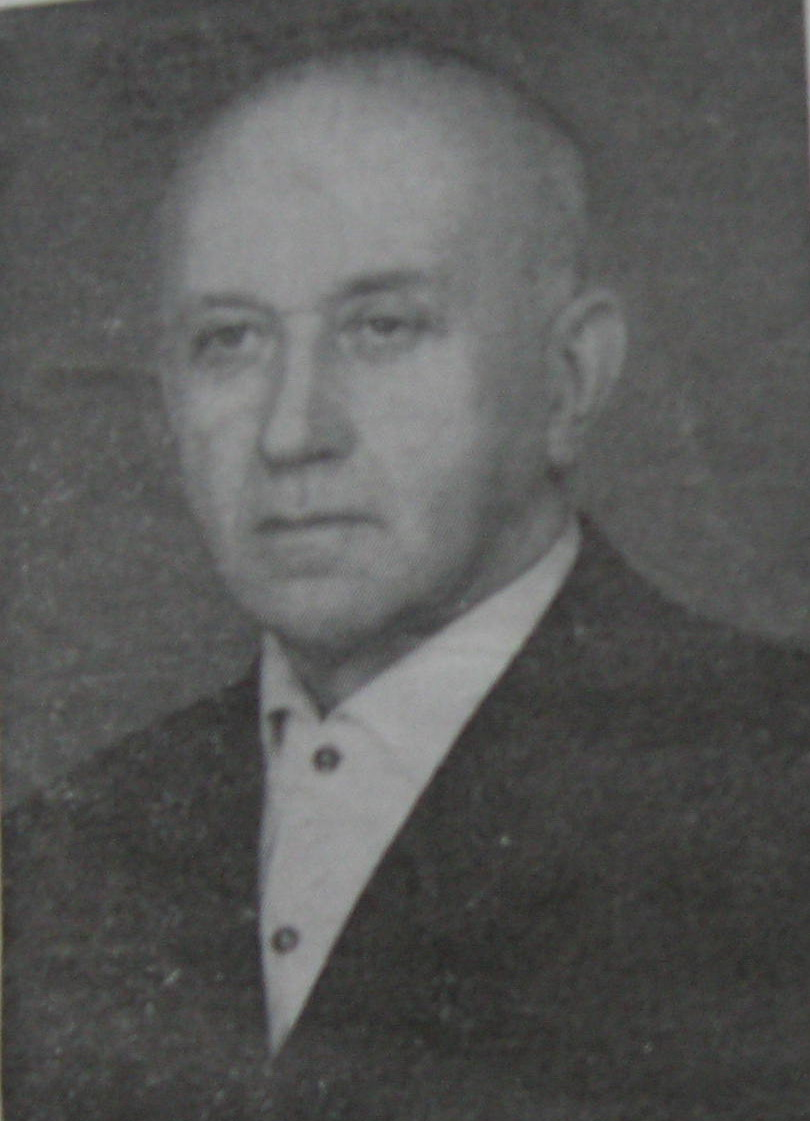
Pr. Otto Schmegner, care a slujit timp de 4 ani la Rădăuţi (1927-1931)
Biserica Nașterea Sfintei Fecioare Maria din Rădăuți - vedere din interior